# 黑松站 (宮城縣)
黑松站（日语：／ Kuromatsu eki */?）是位於日本宮城縣仙台市泉區，屬於仙台市地下鐵南北線的鐵路車站。車站編號是N03。

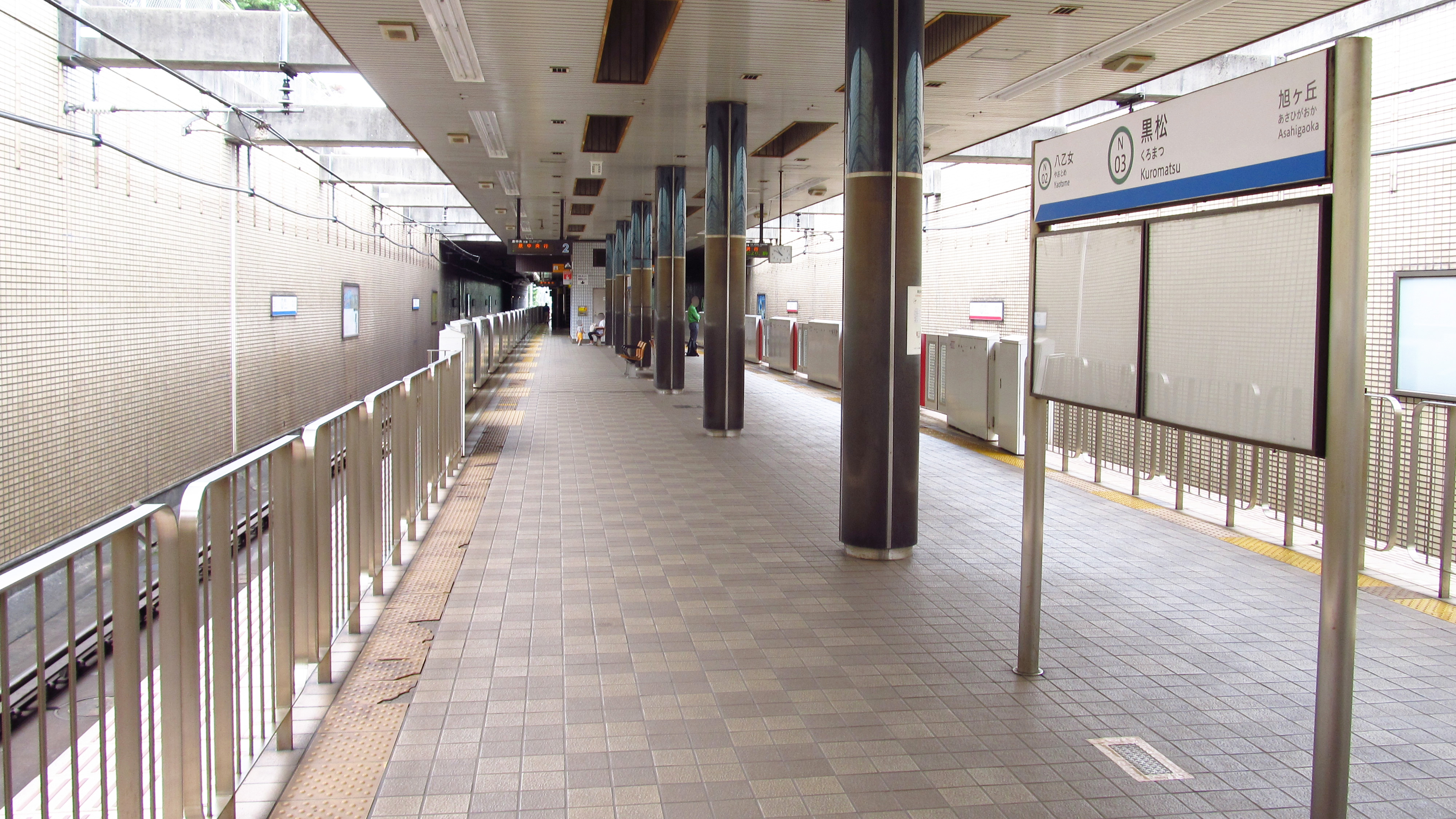
月台(2016年7月)

## 車站結構
本站為島式月台1面2線的地面車站，站內只設置北側的出入口。此站的兩側皆位於台地，北口開於細長型袋狀谷的底部。此站在開業時是唯一不設置升降機的車站，隨後進行加設。

### 月台配置
| 月台 | 路線     | 目的地         |
| ---- | -------- | -------------- |
| 1    | ■ 南北線 | 仙台、富澤方向 |
| 2    | ■ 南北線 | 泉中央方向     |

## 歷史
- 1987年（昭和62年）7月15日：開業。

## 使用情況
| 上車人次推移       | 上車人次推移     |
| 年度               | 一日平均上車人次 |
| ------------------ | ---------------- |
| 2002年（平成14年） | 3,816            |
| 2003年（平成15年） | 3,796            |
| 2004年（平成16年） | 3,869            |
| 2005年（平成17年） | 3,868            |
| 2006年（平成18年） | 3,834            |
| 2007年（平成19年） | 3,883            |
| 2008年（平成20年） | 3,799            |
| 2009年（平成21年） | 3,709            |
| 2010年（平成22年） | 3,574            |
| 2011年（平成23年） | 3,261            |
| 2012年（平成24年） | 3,832            |
| 2013年（平成25年） | 3,920            |
| 2014年（平成26年） | 3,926            |
| 2015年（平成27年） | 3,987            |
| 2016年（平成28年） | 4,118            |
| 2017年（平成29年） | 4,203            |

- 2017年度（平成29年度）
  - 1日平均上車人數：4,203人[1]

一日平均上車人次（單位：人次）

## 相鄰車站
仙台市交通局（仙台市地下鐵）
■南北線
八乙女（N02）－黑松（N03）－旭丘（N04）

## 外部連結
- 黑松站（页面存档备份，存于） - 仙台市交通局（日語）